# Ribeirão do Pinhal
Ribeirão do Pinhal es un municipio del estado de Paraná, en la Región Sur de Brasil. Su población era de 13 522 habitantes en el año 2010, con una densidad de 36,08 hab./km².